# IC 4250-1
IC 4250-1 — галактика типу S+C () у сузір'ї Волосся Вероніки.
Цей об'єкт міститься в оригінальній редакції індексного каталогу.